# Gymnosporia grandifolia
Gymnosporia grandifolia là một loài thực vật có hoa trong họ Dây gối. Loài này được (Davison) Jordaan mô tả khoa học đầu tiên năm 2002.